# Anna Lindh
Ylva Anna Maria Lindh (Enskede, Suècia, 19 de juny de 1957 - Estocolm, 11 de setembre de 2003) fou una política socialdemòcrata sueca, ministra d'afers exteriors de Suècia entre 1998 i 2003. Fou assassinada de diverses ganivetades en uns grans magatzems.
Lindh va néixer el 19 de juny de 1957 a Enskede (Estocolm, Suècia). Als 20 anys s'afilià al Partit Socialdemòcrata Suec on va realitzar una brillant carrera. Va ser Ministra de Medi Ambient el 1994 i des de 1998 ocupà el Ministeri d'Afers Exteriors. De tendència proeuropea, Anna Lindh va promoure l'adopció de l'euro com a moneda oficial de Suècia. En plena campanya, el 10 de setembre de 2003, va ser apunyalada als magatzems NK a Estocolm, i a causa de les ferides sofertes va morir la matinada de l'11 de setembre.
Per respecte a la seva memòria, tots els partits del país acordaren suspendre temporalment la campanya del referèndum, que finalment es va fer dies més tard i donà la victòria als partidaris del no.
La seva mort va commoure el país i va fer recordar l'assassinat de n'Olof Palme, el primer ministre suec assassinat el 1986 i que també s'oposava a dur escorta.